# Norra Kvarntjärnen, Hälsingland
Norra Kvarntjärnen är en sjö i Ljusdals kommun i Hälsingland och ingår i Ljusnans huvudavrinningsområde.